# Raphael Walzer
 (janvier 2025).
Raphael Walzer, osb, né le 27 mars 1888 à Ravensbourg mort le 19 juillet 1966 à Heidelberg, est un bénédictin allemand qui fut archi-abbé de l'abbaye de Beuron (Bade-Wurtemberg) et entre autres directeur spirituel d'Edith Stein (sainte Thérèse-Bénédicte de la Croix). Il fut chassé d'Allemagne en 1937.

## Biographie
Josef Walzer naît dans une famille d'artisans de Ravensbourg et entre en septembre 1907 à l'abbaye de Beuron, fondée en 1863 à Beuron au bord du Danube. Cette archi-abbaye est la fondatrice de la congrégation de Beuron et a un rôle important dans la recherche théologique en Allemagne. Il y prend le nom de religion de Raphaël, et étudie à Beuron et à Rome à l'Athénée pontifical Saint-Anselme. Il est ordonné prêtre le 1er septembre 1913, puis devient abbé de Beuron le 25 janvier 1918 à moins de trente ans. Il le demeurera jusqu'en novembre 1937, date où il sera obligé de s'exiler en France, puis en Algérie, à cause du régime national-socialiste.
L'abbé de Beuron est à l'origine de la fondation et de l'agrégation à la congrégation de plusieurs abbayes dans les années 1920, comme celles de Weingarten, de Neresheim, de Neuburg, de Kellenried, etc. Il modernise les bâtiments de Beuron et ajoute l'aile ouest pour l'école de théologie, un moulin hydraulique (Saint-Maur). Il y avait 300 moines (dont plus de la moitié de profès) à l'abbaye en 1935 !
En tant qu'abbé et directeur spirituel d'un certain nombre d'intellectuels, Raphael Walzer s'oppose au régime national-socialiste et fait le lien entre la révélation chrétienne et le monde de l'art, des lettres et des sciences. Il entretient des liens amicaux avec Eugen Bolz qui trouve refuge à l'abbaye, à son retour de camp, et devient le père spirituel d'Edith Stein, convertie en 1922 et désireuse d'entrer au carmel. Elle sera canonisée en 1998 et les deux seront martyrisés.
Soumis à la pression des autorités, le T.R.P. Walzer se rend de plus en plus en France à partir de 1935 et définitivement en 1937, année où il doit démissionner de sa charge. Il part pour l'Algérie au moment de l'occupation allemande de la métropole. Il crée à Rivet, près d'Alger, un séminaire de théologie pour les prisonniers de guerre allemands, qu'il dirige de 1943 à 1946. Son retour à Beuron étant impossible, puisque le P. Benedikt Bauer était devenu archi-abbé, Raphael Walzer fonde une nouvelle abbaye bénédictine à Tlemcen qui ouvre en 1950. L'abbaye doit fermer ses portes deux ans après l'indépendance en 1964 et Raphael Walzer retourne alors en Allemagne.
Il meurt en 1966 alors qu'il demeure à l'abbaye de Neuburg, près de Heidelberg, qu'il a refondé en 1926. Il est enterré dans la crypte de l'abbaye de Beuron.